# 阿米尔·阿克塞尔
阿米尔·D·阿克塞尔（英語：Amir Dan Aczel，/ɑːˈmɪər ɑːkˈsɛl/，1950年11月16日—2015年11月26日）是一位以色列出生的美国数学家和科普作家，作品有《目睹创世 : 欧洲核子研究中心及大型强子对撞机史话》（Present at the Creation: The Story of CERN and the Large Hadron Collider，2010）、《上帝的方程式 : 爱因斯坦、相对论和膨胀的宇宙》（God's Equation: Einstein, Relativity, and the Expanding Universe，1999）、《铀之战：开启核时代的科学博弈》（Uranium Wars: The Scientific Rivalry that Created the Nuclear Age，2009）、《笛卡儿的秘密手记》（Descartes' Secret Notebook: A True Tale of Mathematics, Mysticism, and the Quest to Understand the Universe，2005）、《神秘的阿列夫》（The Mystery of the Aleph: Mathematics, the Kabbalah, and the Search for Infinity，2000）、《费马大定理：解开一个古代数学难题的秘密》（Fermat's Last Theorem: Unlocking the Secret of an Ancient Mathematical Problem，1997）、《纠缠态：物理世界第一谜》（Entanglement: The Greatest Mystery in Physics，2002）等。